# Pavlivka, Kaniv
Pavlivka (în ucraineană Павлівка) este localitatea de reședință a comunei Pavlivka din raionul Kaniv, regiunea Cerkasî, Ucraina.

## Demografie
Componența lingvistică a localității Pavlivka
     Ucraineană (99,34%)
     Alte limbi (0,66%)
Conform recensământului din 2001, majoritatea populației localității Pavlivka era vorbitoare de ucraineană (99,34%), existând în minoritate și vorbitori de alte limbi.